# Lijst van afleveringen van Gossip Girl

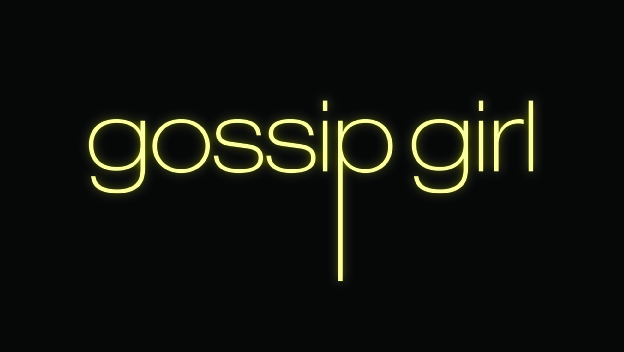
Gossip Girl

Dit is een lijst van afleveringen van de Amerikaanse televisieserie Gossip Girl. De serie telt tot nu toe zes seizoenen.

## Afleveringen

### Seizoen 1 (2007-2008)
| Nr. | Aflevering | Titel                                | Schrijver(s)                         | Regisseur            | Uitzenddatum      | Uitzenddatum     | Uitzenddatum     |  |
| --- | ---------- | ------------------------------------ | ------------------------------------ | -------------------- | ----------------- | ---------------- | ---------------- |  |
| 1 | 1          | Pilot                                | Josh Schwartz & Stephanie Savage     | Mark Piznarski       | 19 september 2007 | 3 juni 2008      | 24 juli 2008     |  |
| Een anonieme blogger, die zichzelf Gossip Girl noemt, schrijft op haar weblog dat Serena teruggekeerd is naar Manhattan. De vraag is waarom? Haar voormalig beste vriendin Blair is hier niet al te blij mee. Voornamelijk omdat Serena nooit had uitgelegd waarom ze precies is weggegaan. En dan is er nog Nate, het vriendje van Blair. Hij is maar al te blij dat Serena terug is.                                                             |            |                                      |                                      |                      |                   |                  |                  |  |
| 2 | 2          | The Wild Brunch                      | Josh Schwartz & Stephanie Savage     | Mark Piznarski       | 26 september 2007 | 10 juni 2008     | 31 juli 2008     |  |
| Serena biecht aan Blair toe seks te hebben gehad met haar vriendje Nate. Blair besluit Jenny te gebruiken om een zeker persoon terug te pakken. |            |                                      |                                      |                      |                   |                  |                  |  |
| 3 | 3          | Poison Ivy                           | Felicia D. Henderson                 | J. Miller Tobin      | 3 oktober 2007    | 24 juni 2008     | 7 augustus 2008  |  |
| Serena en Blairs ruzie gaat van kwaad naar erger wanneer Blair een roddel verspreidt dat Serena een drugsprobleem zou hebben gehad. |            |                                      |                                      |                      |                   |                  |                  |  |
| 4 | 4          | Bad News Blair                       | Joshua Safran                        | Patrick R. Norris    | 10 oktober 2007   | 24 juni 2008     | 14 augustus 2008 |  |
| Serena en Blair leggen het bij en Serena besluit Blair op te geven als het gezicht van de modelijn van Eleanor Waldorf. Eleanor toont echter meer interesse in Serena. Ondertussen zal Chuck zijn beste vriend Nate moeten redden als hij zich laat meeslepen met een gevaarlijk potje poker. |            |                                      |                                      |                      |                   |                  |                  |  |
| 5 | 5          | Dare Devil                           | Lenn K. Rosenfeld                    | Jamie Babbit         | 17 oktober 2007   | 1 juli 2008      | 21 augustus 2008 |  |
| Serena's date met Dan wordt onderbroken als Lily mededeelt dat Serena's broertje Eric vermist is. Eric zelf is in de problemen gekomen na een uit de hand gelopen spel "doen, durf of de waarheid" met Blair en Jenny. |            |                                      |                                      |                      |                   |                  |                  |  |
| 6 | 6          | The Handmaiden's Tale                | Jessica Queller                      | Norman Buckley       | 24 oktober 2007   | 1 juli 2008      | 28 augustus 2008 |  |
| Dan moet tussen twee meiden kiezen wanneer zijn jeugdvriendin Vanessa terugkeert en zichzelf op hem stort. Nate verwart Jenny met Serena op een gemaskerd bal en zoent haar. |            |                                      |                                      |                      |                   |                  |                  |  |
| 7 | 7          | Victor/Victrola                      | K.J. Steinberg                       | Tony Wharmby         | 7 november 2007   | 8 juli 2008      | 23 oktober 2010  |  |
| Serena en Dan geven eindelijk aan elkaar toe hoeveel ze om elkaar geven. Net op dat moment vertelt Nate Serena dat hij nog om haar geeft. Terwijl Lily en Rufus hun relatie naar een volgende stap brengen, confronteert Nate zijn vader met de cocaïne die hij in zijn huis heeft gevonden. Jenny ontdekt een geheim van haar vader Rufus en moeder Alison. Blair ontdekt dat Nate Jenny heeft gezoend. Ze dumpt Nate en gaat naar bed met Chuck. |            |                                      |                                      |                      |                   |                  |                  |  |
| 8 | 8          | Seventeen Candles                    | Felicia D. Henderson & Joshua Safran | Lee Shallat Chemel   | 14 november 2007  | 8 juli 2008      | 30 oktober 2010  |  |
| Blair viert haar zeventiende verjaardag, maar heeft problemen met het verbergen van haar emoties. Dan probeert de band tussen Serena en Vanessa te versterken. Jenny veroorzaakt spanningen bij haar familie als ze Alison weer naar huis laat komen. Nate wordt in een lastige situatie gezet door zijn ouders. Ondertussen geeft Chuck toe verliefd te zijn op Blair.                                                                            |            |                                      |                                      |                      |                   |                  |                  |  |
| 9 | 9          | Blair Waldorf Must Pie!              | Lenn K. Rosenfeld                    | Mark Piznarski       | 28 november 2007  | 15 juli 2008     | 6 november 2010  |  |
| Wanneer Dan ontdekt dat Serena en haar moeder Thanksgiving alleen zullen vieren, nodigt hij hen uit. Dit zorgt voor spanningen tussen Lily en Rufus. Terwijl Blair problemen heeft van haar terugkerende eetstoornis. |            |                                      |                                      |                      |                   |                  |                  |  |
| 10 | 10         | Hi, Society                          | Joshua Safran                        | Patrick R. Norris    | 5 december 2007   | 15 juli 2008     | 13 november 2010 |  |
| Serena ziet op tegen het opkomende debutantenbal. Het is haar grootmoeder CeCe die haar weet te overhalen ernaartoe te gaan, als ze opbiecht longkanker te hebben. Blair gaat met Nate als haar date naar het bal. Een jaloerse Chuck probeert Nate te laten denken dat Blair een affaire heeft met Carter. |            |                                      |                                      |                      |                   |                  |                  |  |
| 11 | 11         | Roman Holiday                        | Jessica Queller                      | Michael Fields       | 19 december 2007  | 22 juli 2008     | 20 november 2010 |  |
| Harold besluit zijn dochter Blair te bezoeken tijdens de vakantie en neemt zijn partner Roman mee. Blair kan het moeilijk accepteren dat haar vader homoseksueel is en probeert de twee uit elkaar te drijven. Serena bereidt samen met Vanessa en Jenny een mooi cadeau voor Dan voor wanneer Kerstmis nadert. |            |                                      |                                      |                      |                   |                  |                  |  |
| 12 | 12         | School Lies                          | Lenn K. Rosenfeld                    | Tony Wharmby         | 2 januari 2008    | 22 juli 2008     | 27 november 2010 |  |
| De groep besluit in te breken in school om een leuke nacht aan het zwembad te beleven. Als iemand van hun bijna verdrinkt, kunnen ze dit niet meer geheim houden. De directeur van de school dreigt degenen die verantwoordelijk is voor de inbraak van school te sturen. |            |                                      |                                      |                      |                   |                  |                  |  |
| 13 | 13         | The Thin Line Between Chuck and Nate | Felicia D. Henderson                 | Norman Buckley       | 9 januari 2008    | 29 juli 2008     | 4 december 2010  |  |
| Gossip Girl zet op haar weblog dat Serena een zwangerschapstest heeft gekocht. De roddel verspreidt zich snel, maar niemand weet dat de test bedoeld is voor Blair. Blair is bang dat als ze zwanger is, ze niet weet of Nate of Chuck de vader is. |            |                                      |                                      |                      |                   |                  |                  |  |
| 14 | 14         | The Blair Bitch Project              | K.J. Steinberg                       | J. Miller Tobin      | 21 april 2008     | 29 juli 2008     | 11 december 2010 |  |
| Serena kan moeilijk accepteren dat Chuck haar stiefbroer zal worden. Daarnaast wordt ze lastiggevallen door een anonieme stalker, die haar constant pakjes stuurt. Jenny wordt binnenkort jarig en is bang af te gaan als iedereen erachter komt dat ze uit de middenklasse komt. Dit resulteert erin dat ze bij een vriendin een dure jurk steelt die van de moeder van de vriendin is.                                                           |            |                                      |                                      |                      |                   |                  |                  |  |
| 15 | 15         | Desperately Seeking Serena           | Felicia D. Henderson                 | Michael Fields       | 28 april 2008     | 5 augustus 2008  | 18 december 2010 |  |
| Terwijl de SAT-testen naderen, wordt Serena bezocht door Georgina, een voormalige vriendin met een slechte invloed. Nate en Vanessa beleven een romantisch moment. Jenny krijgt de kans uit te gaan met een jongen die haar populair kan maken, maar Rufus geeft haar huisarrest voor het stelen van de jurk. |            |                                      |                                      |                      |                   |                  |                  |  |
| 16 | 16         | All About My Brother                 | Paul Sciarrotta                      | Janice Cooke-Leonard | 5 mei 2008        | 5 augustus 2008  | 25 december 2010 |  |
| Georgina dreigt een duister geheim van Serena door te vertellen. Blair en Jenny belanden in een machtsstrijd wanneer ze roddels over elkaar beginnen te verspreiden die steeds serieuzer worden. Dan betrapt Jenny's vriendje Ash op het zoenen met een ander, maar Jenny weigert hem te geloven als hij dit opbiecht. |            |                                      |                                      |                      |                   |                  |                  |  |
| 17 | 17         | Woman on the Verge                   | Joshua Safran                        | Tony Wharmby         | 12 mei 2008       | 12 augustus 2008 | 1 januari 2011   |  |
| Serena onthult aan Blair waarom ze werkelijk Manhattan verliet en valt terug in haar oude gewoontes van drank- en drugsgebruik. |            |                                      |                                      |                      |                   |                  |                  |  |
| 18 | 18         | Much 'I Do' About Nothing            | Stephanie Savage & Josh Schwartz     | Norman Buckley       | 19 mei 2008       | 12 augustus 2008 | 8 januari 2011   |  |
| Blair probeert Georgina te stoppen wanneer zij dreigt Serena's geheim te onthullen. Lily bereidt zich voor op haar bruiloft met Bart. Serena biecht haar duistere verleden op aan Dan. Dan voelt zich ondertussen schuldig te zijn vreemdgegaan met Georgina. |            |                                      |                                      |                      |                   |                  |                  |  |

### Seizoen 2 (2008-2009)
| Nr. | Aflevering | Titel                             | Schrijver(s)                     | Regisseur            | Uitzenddatum      | Uitzenddatum     | Uitzenddatum     |  |
| --- | ---------- | --------------------------------- | -------------------------------- | -------------------- | ----------------- | ---------------- | ---------------- |  |
| 19 | 1          | Summer Kind Of Wonderful          | Joshua Safran                    | J. Miller Tobin      | 1 september 2008  | 2 januari 2009   | 10 februari 2011 |  |
| Chuck wil Blair terug, en Blair gebruikt iemand om Chuck jaloers te maken. Serena mist Dan en heeft geen dates meer gehad sinds het uit is. Nate en een getrouwde vrouw hebben een affaire. Dan wil Serena terug en zoekt haar op een feest. Hij ziet haar zoenen met Nate. Serena en Dan komen weer bij elkaar. |            |                                   |                                  |                      |                   |                  |                  |  |
| 20 | 2          | Never Been Marcused               | Stephanie Savage                 | Michael Fields       | 8 september 2008  | 9 januari 2009   | 11 februari 2011 |  |
| Blair komt erachter dat James van Britse adel is en eigenlijk Marcus heet. Chuck probeert deze relatie te saboteren. Dan en Serena proberen hun relatie geheim te houden en Nate ontdekt dat er een nadeel is aan het hebben van een affaire met Catherine die de stiefmoeder van Marcus blijkt te zijn. |            |                                   |                                  |                      |                   |                  |                  |  |
| 21 | 3          | The Dark Knight                   | John Stephans                    | Janice Cooke         | 15 september 2008 | 16 januari 2009  | 19 februari 2011 |  |
| Dan en Serena moeten hun relatieproblemen onder ogen komen als ze vast komen te zitten in de lift tijdens een stroomstoring. Blair heeft te maken met een passieloze relatie met Marcus. Chuck heeft helemaal geen passie bij vrouwen als ze Blair niet zijn. Nate worstelt met zijn gevoelens voor Vanessa en Catherine. Jenny haar baan bij Eleanor komt op de tocht te staan als ze kritiek heeft op een ontwerp.                                                                              |            |                                   |                                  |                      |                   |                  |                  |  |
| 22 | 4          | The Ex-Files                      | Robby Hull                       | Jim McKay            | 22 september 2008 | 23 januari 2009  | 26 februari 2011 |  |
| Als Blair ziet dat Dan praat met een nieuw meisje, Amanda, probeert ze die relatie te saboteren door vrienden met haar te worden. Vanessa zoekt de hulp van Blair om Nate te helpen. Ondertussen zoekt Lily Rufus steeds op. |            |                                   |                                  |                      |                   |                  |                  |  |
| 23 | 5          | The Serena Also Rises             | Jessica Queller                  | Patrick Norris       | 29 september 2008 | 30 januari 2009  | 5 maart 2011     |  |
| Blair saboteert de modeshow van haar moeder als ze ziet dat Serena en haar nieuwe vrienden op de eerste rij zitten. Jenny spijbelt om Eleanor bij te staan voor de modeshow en besluit om helemaal met school te stoppen. Om inspiratie op te doen voor een goed verhaal besluit Dan een avond met Chuck door te brengen. Bart ontdekt een geheim over Lily. |            |                                   |                                  |                      |                   |                  |                  |  |
| 24 | 6          | New Haven Can Wait                | Joshua Safran                    | Norman Buckley       | 13 oktober 2008   | 6 februari 2009  | 12 maart 2011    |  |
| Serena strijdt samen met Blair voor een studieplek op Yale. Dan probeert ook op Yale terecht te komen. Chuck wordt gekidnapt door een geheim groepje op Yale. |            |                                   |                                  |                      |                   |                  |                  |  |
| 25 | 7          | Chuck in Real Life                | Lenn K. Rosenfeld                | Tony Wharmby         | 20 oktober 2008   | 13 februari 2009 | 19 maart 2011    |  |
| Vanessa chanteert Blair om haar een aardig persoon te laten zijn. Blair neemt wraak door Chuck over te halen om Vanessa te verleiden. Bart en Lily geven een housewarmingparty en Serena heeft geen zin om het perfecte gezinnetje te spelen. Dan en Jenny komen achter het geheim dat Nate verborgen houdt voor zijn vrienden. |            |                                   |                                  |                      |                   |                  |                  |  |
| 26 | 8          | Pret-a-Poor-J                     | Amanda Lasher                    | Vondie Curtus Hall   | 27 oktober 2008   | 20 februari 2009 | 26 maart 2011    |  |
| Jenny raakt bevriend met een jong model, Agnes, die ervoor zorgt dat Jenny haar wilde kant ontdekt. Serena en Dan spreken af als vrienden naar de kunstopening te gaan van Rufus' galerie, maar als Serena een artiest ontmoet wordt het ongemakkelijk. Blair probeert Chuck te verleiden, maar dat lijkt moeilijker dan gedacht. |            |                                   |                                  |                      |                   |                  |                  |  |
| 27 | 9          | There Might Be Blood              | Etan Frankel & John Stephens     | Michael Fields       | 3 november 2008   | 27 februari 2009 | 2 april 2011     |  |
| Serena nodigt Aaron uit als haar gast bij een benefietgala ter ere van Lily en Bart. Dan komt ze achter het geheim van Aaron en vraagt zich af wie hij werkelijk is. Blair stemt toe om op te passen op een 15 jaar oude dochter van een Yale-donateur om haar kansen te laten toenemen op toelating voor Yale. Jenny en Agnes plannen een modeshow dat Jenny of een ster maakt of haar kansen in de modewereld verpesten.                                                                        |            |                                   |                                  |                      |                   |                  |                  |  |
| 28 | 10         | Bonfire of the Vanity             | Jessica Queller                  | David von Ancken     | 10 november 2008  | 6 maart 2009     | 9 april 2011     |  |
| Blair is tegen de nieuwe man in het leven van haar moeder: Cyrus Rose. Ze probeert hun relatie te saboteren. Jenny gaat bij Agnes wonen en probeert een zakendeal te sluiten. Serena en Aaron lijken voor elkaar te vallen, maar er blijkt een obstakel te zijn. Dan en Chuck leven op voet van oorlog door Dans interesse in Bart. |            |                                   |                                  |                      |                   |                  |                  |  |
| 29 | 11         | The Magnificent Archibalds        | Joshua Safran                    | Jean DeSegonzac      | 17 november 2008  | 13 maart 2009    | ???              |  |
| Het is Thanksgiving. Blair is boos omdat Cyrus al haar favoriete tradities verpest. Lily probeert Rufus en Jenny dichter bij elkaar te brengen. Serena is er nog niet klaar voor om haar verleden op te biechten bij Aaron, maar Dan vertelt een paar dingen aan hem. Vanessa en Chuck helpen Nate. |            |                                   |                                  |                      |                   |                  |                  |  |
| 30 | 12         | It's a Wonderful Lie              | Robby Hull                       | Patrick Norris       | 1 december 2008   | 16 juni 2009     | ???              |  |
| Voor het jaarlijkse Snowflake Ball hebben Blair en Chuck een weddenschap: De perfecte date voor elkaar vinden. Aarons ex-vriendin Lexi heeft wel interesse in Dan, maar die worstelt met zijn gevoelens voor Serena. Nate, Jenny en Vanessa komen in een situatie die hun vriendschappen op het spel zetten. |            |                                   |                                  |                      |                   |                  |                  |  |
| 31 | 13         | O Brother, Where Bart Thou?       | Stephanie Savage                 | Joe Lazarov          | 8 december 2008   | 23 juni 2009     | ???              |  |
| Een tragische gebeurtenis heeft een grote impact op het leven van de tieners in de Upper East Side en hun ouders. |            |                                   |                                  |                      |                   |                  |                  |  |
| 32 | 14         | In The Realm of the Basses        | John Stephens                    | Tony Wharmby         | 5 januari 2009    | 30 juni 2009     | ???              |  |
| Na de dood van zijn vader was Chuck spoorloos, zijn oom Jack Bass heeft hem opgespoord in Thailand maar daarna is het van kwaad tot erger gegaan met Chuck. Jenny besluit terug te gaan naar school en krijgt het aan de stok met Penelope, Hazel en Isabelle. Serena heeft Aaron gedumpt en begint weer een relatie met Dan die begint te twijfelen aan de houdbaarheid van die relatie als hij erachter komt dat ze een halfbroer delen. Rufus en Lily besluiten op zoek te gaan naar hun zoon. |            |                                   |                                  |                      |                   |                  |                  |  |
| 33 | 15         | Gone With The Will                | Amanda Lasher                    | Tricia Block         | 12 januari 2009   | 7 juli 2009      | ???              |  |
| Het testament van Bart wordt openbaar gemaakt en hij laat het grootste gedeelte van zijn bedrijf achter aan Chuck, dit tot onvrede van Jack. Jack begint Chuck te manipuleren zodat hij Bass Industries in handen krijgt. Serena krijgt te horen dat ze een halfbroer heeft en haar relatie met Dan komt onder druk te staan. Rufus en Lily krijgen te horen dat hun zoon is overleden. |            |                                   |                                  |                      |                   |                  |                  |  |
| 34 | 16         | You've Got Yale!                  | Joshua Safran                    | Janice Cooke         | 19 januari 2009   | 14 juli 2009     | ???              |  |
| De resultaten van de toelating voor Yale komen binnen, wie haalt het en wie niet? Serena wordt vrienden met hun nieuwe lerares die het lastig krijgt als Blair niet het hoogste cijfer krijgt. Nate en Vanessa hebben een romantische avond in de opera. Chuck vormt samen met iemand een ongebruikelijk team om zijn oom Jack weg te krijgen bij Bass Industries. |            |                                   |                                  |                      |                   |                  |                  |  |
| 35 | 17         | Carrnal Knowledge                 | Alexandra McNally                | Liz Allen            | 2 februari 2009   | 21 juli 2009     | ???              |  |
| Blair is bezig met een plan om haar lerares, Rachel onderuit te halen. Nate en Vanessa helpen Chuck zich te herinneren wat er de afgelopen nacht is gebeurd. Serena denkt dat er wat speelt tussen Dan en Rachel. |            |                                   |                                  |                      |                   |                  |                  |  |
| 36 | 18         | The Age of Dissonance             | Jessica Queller                  | Norman Buckley       | 16 maart 2009     | 28 juli 2009     | ???              |  |
| De leerlingen spelen in een schooltoneelversie van The Age of Innocence en zien hun eigen problemen terug in de rol die ze spelen. Serena vindt de regisseur Julian wel leuk en krijgt daarbij hulp van Vanessa. Blair krijgt nieuws dat haar toekomst onzeker maakt en begint een heksenjacht op degene die daar verantwoordelijk voor is. Chuck vindt Elle terug en probeert haar te helpen. |            |                                   |                                  |                      |                   |                  |                  |  |
| 37 | 19         | The Grandfather                   | Robby Hull & Etan Frankel        | J. Miller Tobin      | 23 maart 2009     | 28 juli 2009     | ???              |  |
| Door de gebeurtenissen in haar leven gooit Blair het roer om en Carter Baizen is daarin betrokken. Serena en Chuck hebben hier zo hun bedenkingen bij. Vanessa probeert Nate ervan te overtuigen dat hij zijn moeders familie, de Vanderbilts moet vergeven. Lily en Rufus willen eerlijk tegen elkaar zijn. |            |                                   |                                  |                      |                   |                  |                  |  |
| 38 | 20         | Remains of the J                  | Sarah Frank-Meltzer              | Allison Liddi-Brown  | 30 maart 2009     | 4 augustus 2009  | ???              |  |
| Serena wil een klein feestje organiseren voor Jenny's zestiende verjaardag, maar dingen lopen anders als Poppy Lifton er een groot evenement van maakt. Vanessa helpt Chuck met een plannetje dat te maken heeft met Blair en Nate. Rufus krijgt te horen dat Dan geen financiële hulp krijgt voor Yale en zoekt een manier om het studiegeld te bekostigen. |            |                                   |                                  |                      |                   |                  |                  |  |
| 39 | 21         | Seder Anything                    | Amanda Lasher                    | John Stephens        | 20 april 2009     | 4 augustus 2009  | ???              |  |
| Serena keert terug van haar trip uit Spanje met Poppy en Gabriel. Blair maakt een geheime afspraak met Nates grootvader en Nate komt achter schokkende informatie over de arrestatie van zijn vader. Dan neemt een baan als ober aan om geld te verdienen voor zijn studie. |            |                                   |                                  |                      |                   |                  |                  |  |
| 40 | 22         | Southern Gentlemen Prefer Blondes | Leila Gerstein                   | Patrick Norris       | 27 april 2009     | 11 augustus 2009 | ???              |  |
| Chuck en Nate bevinden zich op een kritiek punt in hun vriendschap als het om hun gedeelde interesse in Blair gaat. Serena's relatie met Gabriel wordt steeds gecompliceerder en Georgina keert terug naar de Upper East Side als een heel ander mens. |            |                                   |                                  |                      |                   |                  |                  |  |
| 41 | 23         | The Wrath of Con                  | Sara Goodman                     | Janice Cooke Leonard | 4 mei 2009        | 11 augustus 2009 | ???              |  |
| Blair zet Georgina onder druk om haar te helpen in een plan. De rivaliteit tussen Nate en Chuck komt tot een hoogtepunt en Lily broedt op een plan om Rufus te helpen om Dans schoolgeld te betalen. |            |                                   |                                  |                      |                   |                  |                  |  |
| 42 | 24         | Valley Girls                      | Josh Schwartz & Stephanie Savage | Mark Piznarski       | 11 mei 2009       | 18 augustus 2009 | ???              |  |
| In een flashback uit de jaren 80 wordt een 17 jaar oude Lily Rhodes van kostschool gestuurd, ze probeert bij haar vader Rick te wonen, maar haar moeder CeCe houdt dat tegen. Dan gaat ze op zoek naar zus Carol. In de huidige tijd gaan Blair en Nate samen naar het schoolbal, maar de avond loopt niet zoals verwacht dankzij Chuck en Serena. Lily heeft ruzie met Serena. |            |                                   |                                  |                      |                   |                  |                  |  |
| 43 | 25         | The Goodbye Gossip Girl           | Joshua Safran                    | Norman Buckley       | 18 mei 2009       | 25 augustus 2009 | ???              |  |
| Gossip Girl probeert de diploma-uitreiking wat minder saai te maken door tijdens de ceremonie haar website te updaten. Serena probeert hierna Gossip Girl te ontmaskeren. Jenny wordt uitgedaagd om Queen Bee te worden. Lily en Rufus proberen hun relatie te redden. |            |                                   |                                  |                      |                   |                  |                  |  |

### Seizoen 3 (2009-2010)
| Nr. | Aflevering | Titel                              | Schrijver(s)                     | Regisseur            | Uitzenddatum      | Uitzenddatum     |  |
| --- | ---------- | ---------------------------------- | -------------------------------- | -------------------- | ----------------- | ---------------- |  |
| 44 | 1          | Reversals of Fortune               | Joshua Safran                    | J. Miller Tobin      | 14 september 2009 | 3 januari 2010   |  |
| De zomer loopt ten einde en Blair en Chuck zijn nog steeds bij elkaar. Serena komt terug uit Europa met een aantal geheimen en een gecompliceerde relatie met Carter Baizen. Nate komt terug van zijn reis met een mysterieuze brunette. Rufus, Dan en Jenny hebben de zomer doorgebracht in de Hamptons. |            |                                    |                                  |                      |                   |                  |  |
| 45 | 2          | The Freshman                       | Amanda Lasher                    | Norman Buckley       | 21 september 2009 | 10 januari 2010  |  |
| Blair probeert haar status te behouden op de universiteit NYU, waar ook Dan en Vanessa heen gaan. Georgina duikt op met het doel om Blair een buitenbeentje te maken. Als Serena zich klaarmaakt voor Brown heeft ze ruzie met Chuck en schakelt Carter in om hem terug te pakken. Nate en Bree proberen hun relatie te verdiepen wetende dat het spanningen oplevert met hun rivaliserende families. |            |                                    |                                  |                      |                   |                  |  |
| 46 | 3          | The Lost Boy                       | Robert Hull                      | Jean DeSegonzac      | 28 september 2009 | 17 januari 2010  |  |
| Blair en Chuck raken verstrikt in een biedingsoorlog tijdens een veiling. Ze hebben allebei hetzelfde schilderij nodig voor hun eigen gewin. Serena denkt dat Carter weer in zijn oude patroon vervalt. Georgina heeft interesse in Dan en Vanessa ontdekt dat er iets niet klopt aan Scott. |            |                                    |                                  |                      |                   |                  |  |
| 47 | 4          | Dan de Fleurette                   | John Stephens                    | Mark Piznarski       | 5 oktober 2009    | 24 januari 2010  |  |
| Jenny heeft haar eerste dag op school als Queen Bee. Blair is blij als ze hoort dat ze misschien nodig is op haar oude school. Lily keert terug naar huis en merkt dat niet alles hetzelfde is. Een bekende filmactrice meldt zich aan op NYU en wordt Vanessa's kamergenoot. |            |                                    |                                  |                      |                   |                  |  |
| 48 | 5          | Rufus Getting Married              | Leila Gerstein                   | Ron Fortunato        | 12 oktober 2009   | 27 december 2010 |  |
| Lily en Rufus besluiten hun bruiloft een dag op te schuiven, maar komt er iemand of iets tussen hen voordat ze man en vrouw worden? Chuck ontdekt dat Carter iets achterhoudt voor Serena. Dan en Vanessa worden gebruikt in een plannetje van Georgina. Blair vind Bree verdacht en zegt dat tegen Nate. |            |                                    |                                  |                      |                   |                  |  |
| 49 | 6          | Enough About Eve                   | Jake Coburn                      | John Stephens        | 19 oktober 2009   | 7 mei 2011       |  |
| Voor haar moeders goedkeuring vraagt Vanessa zelfs hulp aan Blair. Maar welke prijs moet ze daar voor betalen? Dan nodigt Olivia uit om Rufus en Lily te ontmoeten wat leidt tot allerlei problemen voor het nieuwe koppel. Serena en Nate werken samen om Carter Baizen te helpen. |            |                                    |                                  |                      |                   |                  |  |
| 50 | 7          | How To Succeed in Bassness         | Sara Goodman                     | Joe Lazarov          | 26 oktober 2009   | 14 mei 2011      |  |
| Chuck heeft publiciteit nodig voor zijn nieuwe hotel en doet een beroep op Serena. Blair voelt zich gepasseerd en wil Chuck in het geheim helpen met een probleem. Dan bekijkt een seksscène Olivia met haar toenmalige vriend Patrick. Jenny moet kiezen tussen haar vriendschap met Eric en haar nieuwe rol als Queen Bee. Rufus probeert Lily in de Halloween-stemming te krijgen. |            |                                    |                                  |                      |                   |                  |  |
| 51 | 8          | The Grandfather: Part II           | Lenn K. Rosenfeld                | Mark Piznarski       | 2 november 2009   | 21 mei 2011      |  |
| Olivia zegt iets onhandigs tijdens een gesprek als gast van de talkshow van Jimmy Fallon en probeert dat verborgen te houden voor Dan. Tijdens de verkiezingsdag denken Nate en Vanessa dat zijn grootvader er alles aan doet om zijn neef Tripp te winnen. Blair en Serena zijn bezig elkaar te bewijzen dat ze zonder elkaar kunnen. |            |                                    |                                  |                      |                   |                  |  |
| 52 | 9          | They Shoot Humphreys, Don't They?  | Amanda Lasher                    | Alison Maclean       | 9 november 2009   | 28 mei 2011      |  |
| Queen Bee van haar middelbare school is niet genoeg voor Jenny, ze wil het worden van de hele Upper East Side door een knappe date te hebben voor het debutantenbal. Nate en Chuck zijn bezig met een plan om Serena en Blair hun verbroken vriendschap te lijmen. Dan is boos op Olivia omdat ze school verlaat voor een nieuw filmproject. |            |                                    |                                  |                      |                   |                  |  |
| 53 | 10         | The Last Day of Disco Stick        | Leila Gerstein                   | Tony Wharmby         | 16 november 2009  | 4 juni 2011      |  |
| Om de elite-theaterstudenten te imponeren probeert Blair een privéconcert te regelen van Lady Gaga. Dan en Olivia schrijven samen een schooltoneelstuk waar ze zelf in gaan spelen, met een idee van Blair en geregisseerd door Vanessa. Zonder Blair om op terug te vallen gaat Serena naar Nate om hulp te vragen. Chuck vraagt aan Jenny of ze tijd wil doorbrengen met Damien, een zoon van een ambassadeur die in Chucks hotel verblijft.                                                                                  |            |                                    |                                  |                      |                   |                  |  |
| 54 | 11         | Treasure of Serena Madre           | Robert Hull & Joshua Safran      | Mark Piznarski       | 30 november 2009  | 11 juni 2011     |  |
| Het is Thanksgiving in de Upper East Side. Blair denkt dat haar moeder een geheim voor haar verborgen houdt. Vanessa zou thanksgiving vieren bij haar ouders, maar staat bij Dan op de stoep. Rufus komt erachter dat Lily heeft gelogen over haar moeder Cece. Chuck vertelt Nate dat hij schadelijke informatie over een vriend. Jenny komt erachter dat Eric achter haar vernedering bij het debutantenbal zat en wil wraak. Serena heeft het ongemakkelijk als Lily Trip en zijn vrouw Maureen uitnodigt voor thanksgiving. |            |                                    |                                  |                      |                   |                  |  |
| 55 | 12         | The Debarted                       | Stephanie Savage                 | Jason Ensler         | 7 december 2009   | 18 juni 2011     |  |
| Een jaar na de dood van Bart Bass worstelt Chuck met een probleem uit het verleden. Dan en Vanessa zoeken uit hoe het zit met hun gecompliceerde vriendschap. Eric heeft te maken met een lastig dilemma als Jenny niet reageert zoals hij verwacht. Een auto-ongeluk zet het leven in de Upper East Side op zijn kop. |            |                                    |                                  |                      |                   |                  |  |
| 56 | 13         | The Hurt Locket                    | Sara Goodman                     | Tony Wharmby         | 8 maart 2010      | 25 juni 2011     |  |
| Nate en Serena onderzoeken de grens tussen vriendschap en een relatie. Chuck kan de vrouw bij zijn vaders graf niet vergeten en gaat achter haar aan. Jenny wordt aan de kant geschoven door Damien maar laat zien dat hij haar nodig heeft. Rufus keert terug van zijn ski-reis en probeert Lily te ontlopen. |            |                                    |                                  |                      |                   |                  |  |
| 57 | 14         | The Lady Vanished                  | Amanda Lasher & Robby Hull       | Andrew McCarthy      | 15 maart 2010     | 2 juli 2011      |  |
| Rufus en Lily hebben hun bedenkingen bij de relatie tussen Jenny en Damien. Chuck komt meer te weten over de vrouw die wellicht zijn moeder is. Dan en Vanessa moeten toezien hoe ongemakkelijk het is als ze afspraakjes hebben met anderen. |            |                                    |                                  |                      |                   |                  |  |
| 58 | 15         | The Sixteen Year Old Virgin        | Leila Gerstein                   | Wendy Stanzler       | 22 maart 2010     | 9 juli 2011      |  |
| Hoewel ze huisarrest heeft blijft Jenny Damien zien. Hij zegt dat hij seks met haar wil hebben. Lily vertelt Rufus een geheim dat ze verborgen heeft gehoudenn. Dan en Vanessa onderzoeken in wat voor fase hun vriendschap zich bevindt. Chuck moet noodgedwongen een moeilijke beslissing maken over zijn hotel. |            |                                    |                                  |                      |                   |                  |  |
| 59 | 16         | The Empire Strikes Jack            | Jake Coburn                      | Joe Lazarov          | 29 maart 2010     | 16 juli 2011     |  |
| Chuck staat op gespannen voet met zijn oom, Jack Bass. Eleanor vraagt Blair hulp om haar modeshow tot een succes te maken. Rufus geeft Jenny een tweede kans en meld haar aan bij Eleanors modeshow. Dit gaat goed tot haar oude vriendin Agnes opduikt. |            |                                    |                                  |                      |                   |                  |  |
| 60 | 17         | Inglourious Bassterds              | Lenny Rosenfeld                  | Jean De Segonzac     | 5 april 2010      | 23 juli 2011     |  |
| Chuck en Blair staan voor de moeilijkste keuze ooit sinds ze samen zijn. Serena is bezig met het plannen van een surprise-party voor Nate, maar Jenny doet haar best om het te saboteren. Dan en Vanessa's relatie loopt een deuk op. |            |                                    |                                  |                      |                   |                  |  |
| 61 | 18         | The Unblairable Lightness of Being | Jeanne Leitenberg                | Janice Cooke-Leonard | 12 april 2010     | 30 juli 2011     |  |
| Chuck biedt aan om de bruiloft te verzorgen voor een zwangere Dorota die een traditionele bruiloft wil voordat haar ouders uit Polen overkomen. Dorota vraagt Blair en Chuck om een onderdeel te zijn van de ceremonie. Serena liegt tegen Nate dat ze bij de familie Humphrey gaat ontbijten terwijl ze een ontmoeting heeft met Carter Baizen. Rufus ontdekt dat Lily tegen hem heeft gelogen over haar verblijfplaats. |            |                                    |                                  |                      |                   |                  |  |
| 62 | 19         | Dr.Estrangeloved                   | Robert Hull                      | Darnell Martin       | 26 april 2010     | 6 augustus 2011  |  |
| Wanneer Lily's ex-man, Dr. William van der Woodsen ineens verschijnt in Manhattan krijgt Serena de reünie die ze wilde, maar de omstandigheden zijn niet optimaal. Serena en Nate blijven relatieproblemen hebben, waardoor Jenny meer dan blij is om Nate te steunen. Dan krijgt te horen dat hij niet toegelaten is in het Tisch-schrijf-programma en Vanessa geeft toe dat ze er iets mee te maken heeft. Chuck zorgt ervoor dat Blair niet verder kan met haar leven.                                                       |            |                                    |                                  |                      |                   |                  |  |
| 63 | 20         | It's a Dad, Dad, Dad World         | Amanda Lasher                    | Jeremiah Chechik     | 3 mei 2010        | 13 augustus 2011 |  |
| Wills terugkeer blijft voor problemen zorgen voor Serena, Lily en zijn rivaal Rufus. De vriendschap tussen Serena en Jenny loopt schade op door Jenny's bedrog. Blair brengt tijd door op de campus van Columbia en realiseert waar ze thuishoort. Dan ontdekt dat Vanessa weer een geheim voor hem heeft. |            |                                    |                                  |                      |                   |                  |  |
| 64 | 21         | Ex-Husbands and Wives              | Sara Goodman                     | Norman Buckley       | 10 mei 2010       | 20 augustus 2011 |  |
| Als de spanningen tussen Rufus en Will oplopen kiest Serena de kant van haar vader. Rufus voelt zich een buitenstaander in zijn eigen familie. Jenny geeft informatie aan Will wat het huwelijk van Lily en Rufus kan laten stranden. Na veel mislukte pogingen maakt Chuck een laatste groot gebaar om zich te verzoenen met Blair, in de hoop dat ze het feit accepteert dat ze voorbestemd voor elkaar zijn. |            |                                    |                                  |                      |                   |                  |  |
| 65 | 22         | Last Tango, Then Paris             | Stephanie Savage & Joshua Safran | J. Miller Tobin      | 17 mei 2010       | 27 augustus 2011 |  |
| Blair moet kiezen tussen Chuck ontmoeten op de top van de Empire State Building of hun toekomst samen verliezen. Een blog van Gossip Girl die te maken heeft met Dan zorgt voor spanningen in de relatie van Serena en Nate. Dorota en Vanya verwelkomen hun baby. Jenny bevindt zich op een nieuw dieptepunt. Georgina keert met een doel terug naar de Upper East Side. |            |                                    |                                  |                      |                   |                  |  |

### Seizoen 4 (2010-2011)
| Nr. | Aflevering | Titel                            | Schrijver(s)                     | Regisseur           | Uitzenddatum      | Uitzenddatum |  |
| --- | ---------- | -------------------------------- | -------------------------------- | ------------------- | ----------------- | ------------ |  |
| 66 | 1          | Belles de Jour                   | Stephanie Savage & Joshua Safran | Mark Piznarski      | 13 september 2010 | —            |  |
| Na een zomer in Parijs wordt Blair aangesproken door een jongeman, Louis, van wie ze denkt dat hij lid is van de Koninklijke familie van Monaco. Lily vraagt hulp aan Serena om Chuck te vinden die al maanden spoorloos is. In New York ontmoet Nate een meisje, Juliet die hem helpt te beseffen dat zijn zomer vol seksuele avonturen, zijn manier was om met zijn gevoelens voor Serena om te gaan. Dan biecht aan Rufus op dat hij een zoon heeft met Georgina, Milo. |            |                                  |                                  |                     |                   |              |  |
| 67 | 2          | Double Identity                  | Stephanie Savage & Joshua Safran | Mark Piznarski      | 20 september 2010 | —            |  |
| In Parijs ontmoeten Blair en Serena toevallig Chuck Bass als een persoon die ze nog niet eerder hebben gezien, een aardige jongeman met een mysterieuze vrouw, Eva. In New York helpt Juliet Nate met het terugwinnen van Serena door Dan en Vanessa te koppelen. |            |                                  |                                  |                     |                   |              |  |
| 68 | 3          | The Undergraduates               | Amanda Lasher                    | Norman Buckley      | 27 september 2010 | —            |  |
| Op haar eerste dag op Columbia University probeert Blair lid te worden van een exclusieve club, The Hamilton House, zodat ze de top van de club kan bereiken om haar populariteit te hervinden, maar dit gaat niet zonder een paar verrassingen. Serena denkt dat Juliet opzettelijk haar leven aan het saboteren is en dat het iets met Nate te maken heeft. Rufus is bezorgd om Dan die met een Georgina-probleem zit en neemt zelf maatregelen.                         |            |                                  |                                  |                     |                   |              |  |
| 69 | 4          | Touch of Eva                     | Leila Gerstein                   | Andrew McCarthy     | 4 oktober 2010    | —            |  |
| Nate verdenkt Juliet ervan een geheim te hebben en confronteert haar. Ondertussen is Blair bezig om een breuk te veroorzaken tussen Chuck en Eva, wat leidt tot oorlog tussen hen. Dan worstelt met zijn gevoelens voor Serena en Vanessa. |            |                                  |                                  |                     |                   |              |  |
| 70 | 5          | Goodbye, Columbia                | Robby Hull                       | Jeremiah Chechik    | 11 oktober 2010   | —            |  |
| Een anonieme Gossip Girl post leidt tot een gerucht dat Serena een soa heeft. Juliet is bezig de relatie tussen Dan en Vanessa te saboteren. Chuck probeert de kansen te verkleinen dat Blair assistant wordt van de machtige zakenvrouw Martha. |            |                                  |                                  |                     |                   |              |  |
| 71 | 6          | Easy J                           | Jake Coburn                      | Lee Shallat-Chemel  | 25 oktober 2010   | —            |  |
| Jenny keert terug naar New York voor een sollicatiegesprek met Tim Grunn, terwijl Blair bezig is om haar terug naar Hudson te sturen. Serena komt erachter dat Colin haar docent op de universiteit is, wat hun relatie onder druk zet. |            |                                  |                                  |                     |                   |              |  |
| 72 | 7          | War at the Roses                 | Jessica Queller                  | Joe Lazarov         | 1 november 2010   | —            |  |
| Blair krijgt een verrassing tijdens haar 20ste verjaardagsfeestje. Serena en Nate zorgen ervoor dat Blair en Chuck een vredesverdrag tekenen. |            |                                  |                                  |                     |                   |              |  |
| 73 | 8          | Juliet Doesn't Live Here Anymore | Jeanne Leitenberg                | Patrick Norris      | 8 november 2010   | —            |  |
| Serena weerstaat de verleiding van haar docent Colin, terwijl Vanessa zich bij Juliet voegt om Serena te pakken te nemen met foto's van Serena en Colin. |            |                                  |                                  |                     |                   |              |  |
| 74 | 9          | The Witches of Bushwick          | Sara Goodman                     | Ron Fortunato       | 15 november 2010  | —            |  |
| Serena heeft tot het einde van Chucks Saint & Sinners Gemaskerd Bal om te kiezen tussen Dan en Nate. Blair richt haar pijlen om het nieuwe gezicht te worden van het goede doel van Anne Archibald, maar haar relatie met Chuck lijkt dat te verhinderen. Jenny versterkt het team van Vanessa en Juliet. |            |                                  |                                  |                     |                   |              |  |
| 75 | 10         | Gaslit                           | Robert Hull & Joshua Safran      | Tate Donovan        | 29 november 2010  | —            |  |
| Chuck, Blair, Dan , Jenny en Eric zijn in shock als een lid van hun familie in het ziekenhuis wordt opgenomen. Ondertussen probeert Nate zijn ouders, The Captain en Anne, weer bij elkaar te brengen. |            |                                  |                                  |                     |                   |              |  |
| 76 | 11         | The Townie                       | Amanda Lasher & Stephanie Savage | Joe Lazarov         | 6 december 2010   | —            |  |
| Blair en Dan gaan samen met Damien op zoek naar Juliet die terug is in New York voor een confrontatie met Serena. Nate heeft moeite met zijn vader terug in zijn leven te laten. Rufus en Chuck komen erachter dat Lily Bass Industries wil verkopen. Lily blijkt ook verantwoordelijk te zijn voor de gevangenisstraf van Ben. |            |                                  |                                  |                     |                   |              |  |
| 77 | 12         | The Kids Are Not Alright         | KJ Steinberg                     | Allan Kroeker       | 24 januari 2011   | —            |  |
| Een voormalige zakenrelatie van Chucks vader, Russell Thorpe, komt samen met zijn dochter Raina terug naar Manhattan voor onafgemaakte zaken. Serena en Chuck werken samen tegen Lily. Blair realiseert zich dat haar moeder, Eleanor, de sleutel is voor haar toekomstige CEO-functie. Nate maakt zich zorgen om zijn vader die zijn voorwaardelijke vrijlating iets te simpel opneemt.                                                                                   |            |                                  |                                  |                     |                   |              |  |
| 78 | 13         | Damien Darko                     | Leila Gerstein                   | Jeremiah Cechik     | 31 januari 2011   | —            |  |
| Blair is euforisch omdat zij een stage krijgt bij het magazine W. De stemming slaat snel om als blijkt dat Dan ook bij het blad een stage heeft. Chuck heeft een waardige tegenstander in Russell. Nate krijgt nieuws over de toekomst van zijn vaders bedrijf. |            |                                  |                                  |                     |                   |              |  |
| 79 | 14         | Panic Roommate                   | Jake Coburn                      | Andrew McCarthy     | 7 februari 2011   | —            |  |
| Blair heeft Nate nodig om haar baas voor zich te winnen. Damien zorgt voor meer drama in de Upper East Side. Chuck vindt het lastig om te kiezen tussen zaken doen en plezier maken. |            |                                  |                                  |                     |                   |              |  |
| 80 | 15         | It-Girl Happened One Night       | Alex McNally                     | Bart Wenrich        | 14 februari 2011  | —            |  |
| Wanneer Russel Thorpe zich klaar maakt om Bass Industries over te nemen doet Chuck nog een laatste poging om zijn vaders bedrijf te redden. Bij W Magazine zorgt een opdracht voor een mogelijke promotie voor Blair. Serena heeft het moeilijk met haar gevoelens voor Ben wegens de afkeuring van haar familie. |            |                                  |                                  |                     |                   |              |  |
| 81 | 16         | While You Weren't Sleeping       | Sara Goodman                     | Norman Buckley      | 21 februari 2011  | —            |  |
| Erics 18e verjaardag komt eraan, samen met al het drama waarin het gevierd wordt. Blair is ongeduldig en besluit haar carrière een boost te geven. Serena moet kiezen tussen Ben of haar familie. De verstandhouding tussen Chuck en Lily is nog steeds niet goed na het verraad van Lily. |            |                                  |                                  |                     |                   |              |  |
| 82 | 17         | Empire of the Son                | Robby Hull                       | David Warren        | 28 februari 2011  | —            |  |
| Onbesproken zaken komen aan het licht tussen Ben en Serena als zijn moeder een bezoek brengt. Russel brengt zijn relatie met zijn dochter Raina in gevaar door zich meer te richten op de vernietiging van de erfenis van de familie Bass. William van der Woodsen maakt een terugkeer in de Upper East Side. |            |                                  |                                  |                     |                   |              |  |
| 83 | 18         | The Kids Stay in the Picture     | Jessica Queller                  | J. Miller Tobin     | 18 april 2011     | —            |  |
| William van der Woodsen komt samen met Lily's moeder en zus, CeCe en Carol naar New York om Lily te steunen. Carols dochter, Charlie komt stiekem naar de Upper East Side om de rest van haar familie te ontmoeten. Dan en Blair moeten de gevolgen van hun kus onder ogen zien te komen en Chuck realiseert zich dat hij Blair terug wil. |            |                                  |                                  |                     |                   |              |  |
| 84 | 19         | Petty in Pink                    | Amanda Lasher                    | Liz Friedlander     | 25 april 2011     | —            |  |
| Serena denkt dat Dan en Blair veel tijd met elkaar doorbrengen en ze laat haar nichtje Charlie hen bespioneren. Blair komt weer in contact met Prins Louis Grimaldi. Nate helpt Raina om uit te zoeken wat er met haar moeder is gebeurd. Chuck krijgt informatie uit het verleden. Rufus en Eric proberen een feestje te houden om Lily op te beuren. |            |                                  |                                  |                     |                   |              |  |
| 85 | 20         | The Princesses and the Frog      | Leila Gerstein                   | Andrew McCarthy     | 2 mei 2011        | —            |  |
| Serena is jaloers op Blair en probeert met informatie uit het verleden haar geluk met Prins Louis te ondermijnen. Nadat Nate een geheim te weten is gekomen zal hij moeten kiezen tussen zijn relatie met Raina of zijn vriendschap met Chuck. Er ontstaat een vriendschap tussen Charlie en Vanessa. |            |                                  |                                  |                     |                   |              |  |
| 86 | 21         | Shattered Bass                   | Sara Goodman                     | Allison Liddi-Brown | 9 mei 2011        | —            |  |
| Jack Bass keert terug naar de Upper East Side. Blair probeert haar toekomstige schoonmoeder voor zich te winnen op een feestje. Serena begint door te krijgen dat Charlie niet zo onschuldig is als ze zich voordoet. |            |                                  |                                  |                     |                   |              |  |
| 87 | 22         | The Wrong Goodbye                | Joshua Safran                    | Patrick Norris      | 16 mei 2011       | —            |  |
| Serena en Vanessa bundelen hun krachten om Dan en Charlie te vinden. Blair moet een keuze maken tussen de mannen in haar leven terwijl ze wordt vastgehouden door Russel Thorpe. Chuck, Nate en Raina proberen Blair te vinden. |            |                                  |                                  |                     |                   |              |  |

### Seizoen 5 (2011-2012)'
| 1 | Aflevering | Titel | Schrijver(s) | Regisseur | Uitzenddatum | Uitzenddatum |  |
| - | ---------- | ----- | ------------ | --------- | ------------ | ------------ |  |